# Si accettano miracoli
Si accettano miracoli è un film italiano del 2015 diretto e interpretato da Alessandro Siani.
È la seconda pellicola che vede alla regia Alessandro Siani, dopo il successo al botteghino de Il principe abusivo, uscito a gennaio del 2013.
È l'ultimo film in cui compare Camillo Milli, nel ruolo di cardinale; nella sua carriera cinematografica spesso aveva interpretato un prelato.
Nel finale del film il brano Stella mia che si ascolta è stato scritto da Alessandro Siani, la musica e la voce sono di Sal Da Vinci.

## Trama
Napoli. Fulvio Canfora è il vicedirettore del personale di una importante azienda, nella quale licenzia senza scrupoli. Quando, però, sta per essere licenziato a sua volta dal direttore, lo aggredisce con una testata: dopo l'arresto e un breve periodo in carcere, viene affidato al fratello Germano, parroco e dirigente di una casa-famiglia di Rocca di Sotto, una piccola località dove sembra che il tempo si sia fermato.
La parrocchia, a corto di liquidi, pare però destinata a chiudere: Fulvio crea quindi un falso miracolo, dotando la statua di San Tommaso apostolo di lacrime finte; il miracolo attira pellegrini e turisti, i cui versamenti risollevano la situazione economica della chiesa: il piccolo paese può celebrare una sfarzosa festa di San Tommaso che provoca l'invidia dei cittadini di Rocca di Sopra, decisi a realizzare dei fuochi d'artificio più belli.
Durante la permanenza alla casa-famiglia, Fulvio si innamora di Chiara, una ragazza cieca che si occupa dei bambini; intanto Adele, sua sorella, rimane incinta di un cantante e non di suo marito Vittorio, un uomo spento, apatico e per giunta sterile. La voce dei miracoli si sparge, tanto che il Vaticano decide di inviare i propri vescovi per sincerarsi dell'autenticità degli eventi: Fulvio si sente in dovere di rivelare a tutti gli abitanti della casa famiglia che si è trattato di uno scherzo e, con l'aiuto di Germano tentano di ingannare gli ispettori giunti in visita. Purtroppo, gli abitanti di Rocca di Sopra, ancora decisi a vendicarsi dei fuochi d'artificio e a conoscenza della falsità dei miracoli, irrompono nella chiesa e smascherano il tentativo d'inganno: i bambini della comunità rubano la fialetta con le lacrime, mentre gli ispettori prendono la statua e ripartono in auto. A causa di un guasto ai freni, l'auto finisce però contro la sicurvia (guard-rail) del ponte e la statua cade in mare per la felicità degli abitanti di Rocca di Sotto.

## Produzione

### Riprese
La pellicola è stata girata tra Napoli, Sant'Agata de' Goti e la costiera amalfitana nel paese di Scala, vicino a Ravello, nel maggio 2014.
Durante le riprese nel paese del Beneventano, l'intera troupe televisiva è stata protagonista di una prova esterna di MasterChef Italia 4, nella quale i concorrenti hanno preparato 80 cestini da consumare durante la pausa pranzo.

## Distribuzione
La pellicola è uscita nelle sale il 1º gennaio 2015.

## Accoglienza

### Incassi
In totale la pellicola ai botteghini italiani ha incassato, al 1º febbraio 2015, 15 380 000 €.
È uscito anche in Svizzera, paese in cui ha incassato circa 2 milioni di euro. L’incasso globale è stato di 17,3 milioni di dollari.

## Riconoscimenti
- 2015 - Nastro d'argento
  - Premio Cusumano alla commedia a Serena Autieri
- 2015 - Ciak d'oro
  - Nomination Miglior attore non protagonista a Massimiliano Gallo